# ФК Баник (Острава)
Футболен клуб „Банѝк“ (на чешки: FC Baník Ostrava) е чешки футболен клуб от град Острава, Чехия, създаден през 1922 г.
Той е сред най-старите клубове в страната, печелил е многобройни вътрешни и интернационални титли. Стадионът му се казва „Базали“. Традиционните цветове на отбора са бяло и синьо.
Най-големите съперници на „Баник“ са „Спарта“ (Прага). Мачовете с втородивизионния СФК „Опава“ са известни като „дербито на Силезия“. През 2005 г. СФК „Опава“ изпадат и броят на дербитата намалява. Има известно приятелство между феновете на „Баник“ и полския „ГКС Катовице“, който също се намира в Силезкия регион.

## История

### Формиране и история до 1937г
Клубът е основан на 8 септември 1922 г. като СК Слежка Острава, когато 20 активисти подписват договора за създаване в ресторант У Дубу. Подписалите са предимно бедни миньори от въгледобивното селище Каменец в Острава. Основатели са Карел Аниол, Арнощ Хаберкевич, Петр Кржижак, Франтишек Мрузек и Ярослав Хорак.
СК Слежка Острава е беден клуб, набирането на пари за функционирането на клуба е обща грижа. Той няма собствено игрище и е принуден да заема игрища от по-богатите клубове. Първото собствено находище е построено през есента на 1925 г. в Каменец. Той обаче е каменист и не отговаря на изискванията на футболните служители. През 1934 г. активисти на клуба успяха да наемат земя от регионалния богат индустриалец граф Вилчех. През лятото на 1934 г. там е построено ново поле. Много работници се включват доброволно и безвъзмездно помагаха в строителството. Работници и миньори често идваха директно от смени, за да построят полето.
СК Слежка Острава започва да се състезава с други отбори в системата на лигата през пролетта на 1923 г. Започва в най-ниската дивизия и е повишен в най-високата дивизия същата година. Отне известно време обаче на клуба да достигне до най-високите дивизии на футбола в Чехословакия. През 1934 г. клубът печели промоция в Моравско-Силезийската дивизия, една от най-високите лиги в страната. Промоцията направи СК Слежка Острава популярен отбор в града и общественият интерес се повиши. Дербито от 1935 г. срещу Слован Острава е гледано от 5400 зрители.

### 1937-1952
Първа лига в Чехословакия е доминирана от отбори от Прага по това време, които са напреднали във всички аспекти. Следователно промотирането в Първа лига е голям успех за СК Слежка Острава. За 15 години отборът се издигна от тъмните миньори до най-високото ниво на футбола в страната. Мачът от първата лига се играе на 22 август 1937 г. срещу 1. Братислава. Във втория мач новакът се изправи срещу знаменитата Спарта Прага в Прага. Въпреки че списъкът на Спарта е пълен с играчи от националния отбор, Баник спечели с 3–2 и предизвика незабавна сензация. СК Слежка Острав оцелява три сезона в Първа лига, преди да изпадне през 1940 г.
СК Слежка Острава играе в дивизията до 1943 г., когато отново е повишен в Първа лига. Изкачването в най-високата лига предизвика още по-силен интерес към футбола сред местните хора. По-късно известният оперен певец Рудолф Асмус дори изпява новия химн за клуба. През сезон 1943–44 посещаемостта на домакините от Острава достига най-високото ниво досега. Мачът срещу Славия Прага е посетен от 33 000 души.

### Златна ера
През 1972/73 и 1977/78 Баник печели Купата на Чехословакия. През сезон 1975-76 клубът печели Чехословашката лига за първи път. Съставът на отбора е стабилен в годините на Златната ера. Най-добрите играчи като Личка и Воячек редовно играят за националния отбор. Други играят за олимпийския отбор. През сезон 1979–80 Баник печели втората си титла на Чехословакия, като завършва с пет точки пред Збройовка Бърно. През сезон 1980–81 на Европейската купа на УЕФА Баник достига четвъртфиналите, където е нокаутиран от Байерн Мюнхен. През същия сезон Баник отново спечели Първа лига. През следващите два сезона Баник завършва на второ място в таблицата на лигата. След сезон 1982–83 треньорът Хадамчик подаде оставка, като по този начин символично сложи край на Златната ера на клуба.

### От 1983
През следващите години Баник не успя да достигне най-високите позиции в лигата. Отборът е в поредната смяна на поколението и младите играчи не успяха да запазят представянето си през целия сезон. Баник обаче редовно се появява в горната част на таблицата на лигата. През сезоните 1988–89 и 1989–90 завършва на второ място в лигата. През 1991 г. Баник печели Купата на Чехословакия, побеждавайки Спартак Търнава с 6–1 на финала.
През сезон 2003–04 те спечелят Чешката лига.

### От 2016
През сезон 2015-16 те са във финансови затруднения и са закупени от чешкия милионер Вацлав Брабец, който произхожда от Кромержиж. Те са прехвърлени във Втората лига на Чехия за сезон 2016–17. През сезон 2016–17 те завършват 2-ри и ще започнат възстановяването си, за да се състезават в Чешката първа лига за сезон 2017–18.
Вацлав Брабец нае бившата звезда на Баник Острава и местен играч Марек Янкуловски да поеме ролята на Душан Вро като спортен директор на отбора. Янкуловски привлече няколко играчи като Даниел Холцер, Патрицио Стронати и Адам Янош за сезон 2018-19.
През сезон 2020–21 Марек Янкуловски се оттегли от ролята си, за да поеме ролята на председател на борда на директорите. 

## Поддръжници
В края на 2000-те Баник има по-висока посещаемост от повечето в чешката Първа лига.
Ултра поддръжниците на Баник наричат себе си "лоши момчета" на местния диалект. Някои от песните на ултрасите съдържат текстове, които гордо демонстрират готовност не само да пеят, но и да се борят за своя клуб. Ултрасите на Баник създават приятелства през годините и през 2006 г. отпразнуваха 10 години партньорство с полския клуб от 2-ра дивизия ГКС Катовице. Празникът премина под формата на игра между двата отбора, организирана от директорите на клубовете. Мачът се проведе на стадиона на ГКС, където през 90-те минути противниковите групи от фенове пеят песни един на друг. В края на мача и двете групи фенове се изкачат през метални огради, за да се състезават на терена до последния съдийски сигнал, за да се прегърнат и разменят шалове.

## Предишни имена
| Години      | Име                                                                                |
| ----------- | ---------------------------------------------------------------------------------- |
| 1922 – 1945 | СК „Слежка̀ Острава“ Sportovní klub Slezská Ostrava                                 |
| 1945 – 1948 | СК „Острава“ Sportovní klub Ostrava                                                |
| 1948 – 1951 | „Сокол Троице Острава“ Sokol Trojice Ostrava                                       |
| 1951 – 1952 | „Сокол ОКД Острава“ Sokol Ostravsko-karvinské doly Ostrava                         |
| 1952 – 1961 | ДСО „Банѝк Острава“ Dobrovolná sportovní organizace Baník Ostrava                  |
| 1961 – 1970 | ТЙ „Банѝк Острава“ Tělovýchovná jednota Baník Ostrava                              |
| 1970 – 1990 | ТЙ „Банѝк Острава ОКД“ Tělovýchovná jednota Baník Ostrava Ostravsko-karvinské doly |
| 1990 – 1994 | ФК „Баник Острава“ Football Club Baník Ostrava, a.s.                               |
| 1994 – 1995 | ФК „Баник Острава Танго“ Football Club Baník Ostrava Tango, a.s                    |
| 1995 – 2003 | ФК „Баник Острава“ Football Club Baník Ostrava, a.s.                               |
| 2003 – 2005 | ФК „Баник Острава Испат“ Football Club Baník Ostrava Ispat, a.s.                   |
| 2005 -      | ФК „Баник Острава“ FC Baník Ostrava, a.s                                           |

## Отличия
в  Чехия: (1993-)
- Гамбринус лига:
  -  Шампион (1): 2003/04
- Купа на Чехия:
  -  Носител (1): 2005
  -  Финалист (2): 2004, 2006
- Най-голяма победа: срещу СК Храдец Кралове – 10 – 1 през 1956
- Най-голяма загуба: срещу Дукла (Прага) – 9 – 0 също през 1956

в  Чехословакия: (1945 – 1993)
* Чехословашка първа лига:
- -  Шампион (3): 1975/76, 1979/80, 1980/81
  -  Вицешампион (6): 1954/55, 1978/79, 1981/82, 1982/83, 1988/89, 1989/90
  -  Бронзов медал (4): 1962/63 / 1993/94, 2007/08, 2009/10
- Купа на Чехословакия:
  -  Носител (3): 1973, 1978, 1991
  -  Финалист (1):: 1979

в  Бохемия и Моравия: (1939 – 1944)
- Народна лига: (1 ниво)
  - 7 място (1): 1943/44
- Моравско-силезийска дивизия: (2 ниво)
  -  Шампион (1): 1942/43

в Европа
- Купа Митропа: Победител (1): 1989
- Купа Интертото: Победител (7): 1970, 1974, 1976, 1979, 1985, 1988, 1989
- Купа на европейските шампиони: Четвъртфинал – 1981
- Купа на носителите на купи: Полуфинал – 1979
- Купа на УЕФА: Четвъртфинал – 1975